# Камина
Камината е зидана и облицована с плочки печка с открито или затворено със стъкло огнище, използвана и предназначена предимно за отопление на жилищата.  Вместо плочки, може да се използват тухли, стъкло или камък.
В миналото в България домашното огнище в качеството си на примитивна камина е служело за отопление, готвене и осветление. Вечер цялото семейство се събирало около него. То било основен символ на семейния бит и домашната култура.

## Кюмбет
Кюмбетът (джамал, килван) е зидана печка има куполовидна форма и е с различна височина в традиционната къща. Обикновено е измазано в бяло, а плоскостите му са декорирани с пластична украса. Предназначен е единствено за отопление, може да отоплява две съседни стаи едновременно.

## Камините днес
Съвременните камини са част от архитектурния проект на жилището и се изграждат като отоплителни уреди, които да са в унисон с интериора му. Освен традиционните камини, които работят с твърдо гориво, има камини на природен газ, на биогорива и дори на електричество. 
В някои страни, като Англия и САЩ, съществува традиция върху полицата на камината да се подреждат снимки на членовете на семейството, грамоти, отличия, сувенири и други.

## Технологично развитие на камините
През осемнадесети век Бенджамин Франклин значително подобрява вентилацията и ефективността на камините.
В наши дни основното подобрение на камините е в това, че се постига по добро изгаряне на дървата и от там се повишава КПД на самото огнище, като по-голяма топлина остава в помещението. Това се постига чрез монтиране на различни клапи, както и с регулиране на въздуха който постъпва в самото огнище на съвременните камини.